# 아슈크 라프탄 안라마즈
《아슈크 라프탄 안라마즈》(튀르키예어: Aşk Laftan Anlamaz)는 2016년 방영된 터키의 텔레비전 드라마이다.

## 같이 보기
- 튀르키예의 텔레비전 드라마 목록
- 튀르키예의 텔레비전 드라마